# Абу Бакр аль-Хумайди
Абу́ Бакр ‘Абдулла́х ибн аз-Зуба́йр аль-Хума́йди (араб. أبو بكر عبد الله بن الزبير الحميدي‎, ум. в 834, Мекка, совр. Саудовская Аравия) — исламский богослов, имам, хафиз, факих и хадисовед, автор сборника хадисов Муснад аль-Хумайди.

## Биография
Его полное имя: Абу Бакр ‘Абдуллах ибн аз-Зубайр ибн ‘Иса ибн ‘Убайдуллах ибн Усама ибн ‘Абдуллах ибн Хумайд ибн Зухайр ибн аль-Харис ибн Асад ибн Абд аль-‘Узза аль-Кураши аль-Асади аль-Хумайди. Обучался хадисам у Фудайля ибн Ийяда, Суфьяна ибн Уяйны, Марвана ибн Муавии, Ваки ибн аль-Джарраха, аш-Шафии и др. Его учениками были: Мухаммад аль-Бухари, аз-Зухли, Абу Зура ар-Рази, Абу Хатим ар-Рази и многие другие. Абу Бакр аль-Хумайди обучался у Суфьяна ибн Уяйны около 19 лет и был одним из его выдающихся последователей. Сопровождал аш-Шафии в Египте и оставался там до смерти последнего. По словам Ибн Абу Хатима, Мухаммад ибн Абд ар-Рахим аль-Харави приехал обучаться у Ибн уяйны в Мекку, однако вскоре он погиб и люди посоветовали ему обучаться у аль-Хумайди.
Известный хадис (является вводным хадисом в Сахихе аль-Бухари) «Воистину дела оцениваются по намерениям…» передаётся именно через Абу Бакра аль-Хумайди. Ибн Сад аль-Багдади писал: «Аль-Хумайди из рода Бану Асад ибн Абд аль-Узза ибн Кусай, ученик Суфьяна (ибн Уяйны) и передатчик хадисов от него, достойный доверия, передаёт много хадисов. Умер в Мекке в 219 (или 220) году (по хиджре) и так записано у аль-Бухари».